# Valthorn
| I denna artikel     |
| används tonnamnen   |
| B♭ och H.           |
| Se olika skrivsätt. |

Inventionshorn från 1789-1841. Tillverkat av Antoine Courtois.

Ett valthorn (från tyskans Waldhorn) eller horn är ett bleckblåsinstrument som utvecklats från det ventillösa jakthornet till signal- och posthornet. I dag används ventilhorn stämda i F och B♭ (se transponerande instrument).
Eftersom dessa två horn har något olika tonomfång och fördelar använder professionella musiker ett så kallat dubbelhorn som består av både ett F- och ett B-horn som delar på samma munstycke och klockstycke. Omkopplingen mellan F- och B♭-systemen sker med hjälp av en extra ventil. Dubbelhornets normala tonomfång är H1-b♭2, följaktligen nära fyra oktaver. Hornister i symfoniorkestrar brukar vara specialiserade på antingen det låga eller det höga registret.
Ventilerna manövreras med vänster hand. Höger hand sticks in i klockstycket, vilket påverkar intonationen, dvs tonhöjden. När man spelar används dock inte handen för att intonera, eftersom det inte blir tillräckligt finjusterat och väldigt opraktiskt, utan liksom gällande andra blåsinstrument används luften och läpparna för att hålla upp eller ner tonen.

## Historik
I slutet av 1600-talet utvecklades i Frankrike ett jakthorn med långt, smäckert, cirkelrunt rör med vid tratt och strutformigt munstycke och en på samma gång vek och kraftfull torn, vilket snart gav det plats i orkestern.
Valthornet börjar dyka upp i rullorna för den svenska armén och flottan i slutet av Stora nordiska kriget, som pågick fram till 1721.
Valthornet frambringade till en början endast naturtoner, men vid mitten av 1700-talet uppfann hornisten i Dresden 
Anton Joseph Hampel de så kallade "stopptonerna" - då handen fördes in i tratten, kunde naturtonerna genom stoppning fördjupas med en halv eller hel ton. Vid denna tid började man även förse hornen med byglar av olika längd, så kallade inventionshorn, varvid olika stämningar möjliggjordes. De första inventionshornen tillverkades i Dresden omkring 1753 av J. Werner. Efter 1816 försågs valthoren med ventiler, till en början två, men senare tre.

## Övre tonomfångsgräns
Bleckblåsinstrument har teoretiskt ingen gräns för hur höga toner det går att spela på dem eftersom det finns oändligt många i teorin nåbara naturtoner. I praktiken begränsas dock den övre gränsen på tonomfånget av hur höga naturtoner musikern kan frambringa. Förr i tiden, när valthorn började spelas i orkestersammanhang, var det ofta trumpetare som spelade och med sin omfångserfarenhet kunde de framföra stycken i ett register som idag kan verka orimligt högt. Fast det finns valthornister som spelar mycket högt även dag, till exempel på albumet ”The London Horn Sound” där det spelas klingande trestrukna d på sista spåret, Caravan av Duke Ellington arrangerat för horn.

## Valthornister
- Jeffrey Agrell
- Thomas Bacon
- Sören Hermansson
- Johan Ahlin
- Philip Foster
- Hermann Baumann
- Konstantin Becker
- Rolf Bengtsson
- Trine Bjerke
- Roland Berger
- Friedrich Adolph Borsdorf
- Dennis Brain
- Alan Civil
- Chris Cooper
- Philip Farkas
- Michel Garcin-Marrou
- James Graber
- Tom Greer
- Friedrich Gumpert
- Marty Hackleman
- Harcus Hennigar
- Göran Hülphers
- Ifor James
- Joseph Ignaz Leutgeb
- Franz Koch
- Ib Lanzky-Otto
- Wilhelm Lanzky-Otto
- Peter Lindbom
- Frank Lloyd
- Greg Miller
- Philip Mitchell
- Jarmo Mäntysalo
- Jeff Nelsen
- David Ohanian
- Graeme Page
- Malcolm Page
- Michelle Perry
- Valery Polekh
- Giovanni Punto
- David Pyatt
- Frøydis Ree Wekre
- Bernhard Scully
- Gerd Seifert
- Karl Stiegler
- Franz Strauss
- Hild Sofie Tafjord
- Mark Taylor
- Barry Tuckwell
- Julius Watkins
- Gail Williams
- Emil Wipperich
- Radovan Vlatkovic